# グランドスラム・大阪2019
グランドスラム・大阪2019（グランドスラム・おおさか2019）は2019年11月22日から24日の3日間にわたって、大阪市中央体育館（丸善インテックアリーナ大阪）で開催されたIJFワールド柔道ツアーの柔道国際大会。今大会は2017年までグランドスラム・東京として東京体育館で開催されてきたが、2020年東京オリンピックに向けた改修工事のため使用できないことから、今回は前年のグランドスラム・大阪2018に続いて大阪で開催されることになった。そのため、大会名称も「グランドスラム・大阪」となった。
　　　　

## 大会概要
| 正式名称 | GRAND SLAM OSAKA 2019 INTERNATIONAL JUDO TOURNAMENT |
| 開催日程 | 1日 男子60 kg級、66 kg級、女子48 kg級、52 kg級、57 kg級 2日 男子73 kg級、81 kg級、女子63 kg級、70 kg級 3日 男子90 kg級、100 kg級、100 kg超級、女子78 kg級、78 kg超級 |
| 開催場所 | 大阪市中央体育館（丸善インテックアリーナ大阪） |
| 主催     | 財団法人全日本柔道連盟。 |

## 大会結果

### 男子
| 階級        | 金                   | 銀                   | 銅                                              |
| ----------- | -------------------- | -------------------- | ----------------------------------------------- |
| 60kg以下級  | 髙藤直寿             | 永山竜樹             | 楊勇緯 金源鎮                                   |
| 66kg以下級  | 阿部一二三           | 丸山城志郎           | 相田勇司 西山祐貴                               |
| 73kg以下級  | 海老沼匡             | 橋本壮市             | ソモン・マフマドベコフ ガンバータル・オドバヤル |
| 81kg以下級  | 永瀬貴規             | 藤原崇太郎           | フランク・デ・ウィット トルパル・テプカエフ     |
| 90kg以下級  | ベカ・グビニアシビリ | ダブラト・ボボノフ   | 向翔一郎 郭同韓                                 |
| 100kg以下級 | 羽賀龍之介           | エルマール・ガシモフ | 飯田健太郎 ウルフ・アロン                       |
| 100kg超級   | イナル・タソエフ     | 太田彪雅             | 影浦心 アリシェル・ユスポフ                     |

### 女子
| 階級       | 金                         | 銀                   | 銅                                          |
| ---------- | -------------------------- | -------------------- | ------------------------------------------- |
| 48kg以下級 | 渡名喜風南                 | フリア・フィゲロア   | 古賀若菜 角田夏実                           |
| 52kg以下級 | アマンディーヌ・ブシャール | 阿部詩               | 志々目愛 前田千島                           |
| 57kg以下級 | 玉置桃                     | 連珍羚               | ジェシカ・クリムカイト ドルジスレン・スミヤ |
| 63kg以下級 | 土井雅子                   | 幸田奈々             | 田代未来 鍋倉那美                           |
| 70kg以下級 | 大野陽子                   | キム・ポリング       | 新井千鶴 ジョヴァンナ・スコッチマッロ       |
| 78kg以下級 | 梅木真美                   | 濵田尚里             | 泉真生 ファニー＝エステル・ポスビト         |
| 78kg超級   | 素根輝                     | イダリス・オルティス | 朝比奈沙羅 ベアトリス・ソウザ               |

## 各国メダル数
| 順 | 国・地域             | 金 | 銀 | 銅 | 計 |
| -- | -------------------- | -- | -- | -- | -- |
| 1  | 日本                 | 11 | 8  | 15 | 34 |
| 2  | フランス             | 1  | 0  | 1  | 2  |
| 2  | ロシア               | 1  | 0  | 1  | 2  |
| 4  | ジョージア           | 1  | 0  | 0  | 0  |
| 5  | オランダ             | 0  | 1  | 1  | 2  |
| 5  | チャイニーズタイペイ | 0  | 1  | 1  | 2  |
| 5  | ウズベキスタン       | 0  | 1  | 1  | 2  |
| 8  | アゼルバイジャン     | 0  | 1  | 0  | 1  |
| 8  | キューバ             | 0  | 1  | 0  | 1  |
| 8  | スペイン             | 0  | 1  | 0  | 1  |
| 11 | 韓国                 | 0  | 0  | 2  | 2  |
| 11 | モンゴル             | 0  | 0  | 2  | 2  |
| 13 | ブラジル             | 0  | 0  | 1  | 1  |
| 13 | カナダ               | 0  | 0  | 1  | 1  |
| 13 | ドイツ               | 0  | 0  | 1  | 1  |
| 13 | タジキスタン         | 0  | 0  | 1  | 1  |

## エピソード
今大会は日本の地上波テレビではテレビ東京系列により放送された。MCを小泉孝太郎、キャスターを竹﨑由佳、現地解説を吉田秀彦、放送席解説を小野卓志、佐藤愛子がそれぞれ担当した。
今大会からIJF主催大会において「上衣の裾が臀部を完全に覆う」の検査が厳しくなる。今大会では違反者が続出し、選手名・国名コードの記載がない「IJF」ゼッケンのリザーブ柔道衣で出場している者が多かった。『近代柔道』誌は、違反者が裾を短くしている目的ははだけると上衣を持つ相手の力が伝わりづらくなるのではだけやすくて試合を有利に進めようとするものだとした。一方で上衣の裾が帯の外に出ると相手は短時間ではあるが裾を持つことができるようになるという不利な点もある。帯の外に出てない裾を持つと「脚掴み」あつかいで直ちに「指導」となるのである。また、同誌は他の目的として、ファッション、つまりは見た目をよくするためもある、と報じた。

## 外部サイト
- 柔道グランドスラム大阪2019：テレビ東京
- GRAND SLAM OSAKA